# Bataille d'Emmendingen
Première Coalition - Campagne d'Allemagne de 1796
Batailles
La bataille d'Emmendingen se déroule le 19 octobre 1796 pendant la campagne d'Allemagne de 1796. L'armée du Rhin et Moselle du général Moreau en pleine retraite y est accrochée par l'armée autrichienne de l'archiduc Charles.

## Contexte
La campagne d'Allemagne de 1796 oppose les armées du Rhin et Moselle de Moreau et de Sambre-et-Meuse de Jourdan aux forces autrichiennes de l'archiduc Charles. Plusieurs fois défait par Moreau au début de l'été, ce dernier laisse face à l'armée du Rhin-et-Moselle le corps de Baillet-Latour, fort de 30 000 hommes et se retourne contre l'armée de Sambre-et-Meuse.
Moreau continue sa marche sur Munich et Vienne en repoussant Baillet-Latour lorsque le 16 septembre la nouvelle de la défaite de Jourdan lors de la bataille d'Amberg puis de la bataille de Wurtzbourg lui parvient. Comprenant que l'archiduc Charles va remonter la vallée du Rhin pour tomber sur ses arrières, Moreau décide le 19 septembre de retraiter à travers la Forêt-Noire. 
Tandis que Baillet-Latour tente de retarder la retraite française en multipliant les accrochages, l'archiduc Charles fait mouvement vers le sud. Le 2 octobre, à la bataille de Biberach, Moreau remporte une victoire défensive sur Baillet-Latour qui se contente alors de le suivre de loin. Traversant la Forêt-Noire pour surprendre son adversaire, Moreau débouche du Val d'Enfer le 19 octobre aux environs d'Emmendingen.

## Déroulement
L'avant-garde des troupes de l'archiduc Charles attaque les français qui cherchent à s'ouvrir un passage vers le Rhin. Environ 10 000 autrichiens seulement sont engagés ce jour-là.

## Conséquences
À la suite de ce combat indécis, Moreau laisse plusieurs centaines de prisonniers aux mains des autrichiens qui se proclament victorieux. À Paris, le gouvernement croit pendant un moment que l'armée du Rhin et Moselle a été entièrement détruite. Cependant, après un ultime engagement à Schliengen le 24 octobre, l'armée française franchit le Rhin et évite la destruction totale.